# РК Далматинац
РК Далматинац је рукометни клуб из Риђице, општина Сомбор, Србија, основан 16. маја 1963. године, први председник клуба био је Лука Чачић. Клуб се тренутно такмичи у "Другој лиги север", четвртом такмичарском нивоу српског рукомета. 

## Меморијал Драган Швељо "Пиње"
Од 1995. године РК "Далматинац" организује меморијални турнир у част свог преминулог дугогодишњег председника, тренера, члана управе клуба Драгана Швеље "Пиње". Победници: 1995. Војводина (Нови Сад); 1996. Врбас; 1997. Апатин; 1998. Југовић (Каћ); 1999. Приједор; 2000. Црвенка; 2001. Врбас; 2002. Синтелон (Бачка Паланка); 2003. Врбас; 2004. Црвенка; 2005. Фиделинка; 2006. Врбас; 2007. Црвенка; 2008. Далматинац; 2009. Врбас; 2010. Далматинац; 2011. Врбас; 2012. Врбас; 2013. Спартак Војпут (Суботица)  2014; Спачва (Винковци) ; 2015. Спартак Војпут (Суботица) ; 2016. Морава (Велика Плана) ; 2017. Спачва (Винковци) ; 2018. Спачва (Винковци) ; 2019. Спачва (Винковци); 2022. Војводина (Нови Сад).

## Химна клуба
Малобројни спортски клубови у Србији могу да се похвале да имају клупску химну. То није случај са рукометним клубом у Риђици. Химна Рукометног клуба "Далматинац" написана је 1994 године и тада снимљена уживо поводом уласка риђичана у Војвођанску лигу, а касније и у Другу лигу "Север". На снимање студијске верзије химне чекало се 26 година, тачније до августа 2010. године када је у студију Емила Антунића, који је урадио аранжман за песму, коначно испуњена жеља поклоника овог рукометног клуба . Музику и текст химне написао је Мирослав "Жућо" Веселиновић, који је у песми свирао и клавијатуре. Песму је одпевао Драган "Џудас" Николић а пратеће вокале и гитаре Саша Лакић.
- Химна клуба